# 木村四郎七
木村四郎七（日语：／ Kimura Shiroshichi，1902年10月24日—1996年8月28日），日本外交官，東京大學畢業，奈良縣人，曾任日本駐大韓民國及中華民國大使，並見證1952年《中日和約》簽署。

## 生平
木村生於奈良縣下市町，為町長木村熊治郎第5子。畢業於東京帝國大學法學部。1941年5月至6月間擔任駐香港領事館領事。1949年6月就任外務省連絡局長。
1951年11月，日本對中華民國設置駐台北日本政府在外事務所，木村四郎七就任第一代駐台所長:275。1952年，參與中華民國政府間的和平交涉，日本駐中華民國大使館在台復設後亦轉任該館參贊，1953年離任:276。1954年至1955年間擔任日本駐法國大使館公使。1956年8月、就任外務省官房長。1957年起伴隨著日本和捷克斯洛伐克重新建交，擔任駐該國大使至1961年。1961年，任日本駐世界氣象組織代表、1963年至1966年間擔任駐中華民國大使、1966年至1968年間擔任駐韓國大使。1974年5月至1978年2月間擔任交流協會（現日本台灣交流協會）理事長。

## 荣誉

### 外国勋章奖章
- 大绶景星勋章（中华民国，1966年1月31日批准[11]）